# Fifth Harmony (álbum)
Fifth Harmony es el homónimo tercer y último álbum de estudio de la agrupación musical femenina Fifth Harmony publicado el 25 de agosto de 2017 por Syco Music y Epic Records.
Como parte de la promoción se lanzaron tres sencillos, el primero «Down» junto al rapero Gucci Mane, lanzado el 2 de junio de 2017. El mismo alcanzó la posición número 42 en la lista Billboard Hot 100 y fue interpretado por primera vez el 24 de julio de ese mismo año en el programa The Tonight Show Starring Jimmy Fallon.

## Antecedentes
El 29 de octubre de 2016, el 7/27 Tour finalizó su manga europea en el Lotto Arena de Amberes. Días después, las sesiones de grabación ya habían empezado en diferentes estudios en los Estados Unidos. A mediados de noviembre, Dinah Jane Hansen, integrante del grupo, anunció que su próximo trabajo discográfico sería muy diferente comparado a 7/27 (2016) y a Reflection (2015).
En ese mismo mes, Fifth Harmony negó los rumores sobre la salida de Camila Cabello para lanzarse como solista, rumores que finalmente se confirmaron el 18 de diciembre de 2016. Además, en esa época se tenía planeado lanzar un cuarto sencillo de 7/27, probablemente la balada "No Way". Allí mismo las chicas dijeron: "Si 7/27 les robó su corazoncito con sólo una escucha, con este nuevo material se enamorarán de nuevo y nos conocerán mucho más a fondo".
En diciembre de 2016, pocas semanas antes de la partida de Cabello, la banda cantó sus mayores éxitos en el Jingle Bell Ball en el Madison Square Garden de Nueva York. En una entrevista concertada a la banda, al preguntarles sobre su tercer disco, Normani Kordei y Dinah Jane confesaron lo siguiente sobre el tema: "2017 va a ser un año increíble. Ahora mismo estamos trabajando en el Jingle Ball pero nuestro tercer disco va a ser realmente deslumbrante. Estamos muy emocionadas".
Tras el lanzamiento del primer sencillo "Down", mucho se comentó sobre este tan esperado tercer trabajo discográfico. Ellas mismas dijeron que este nuevo material es mucho más maduro, el más armonioso, incrementando de esta manera los rumores sobre una contestación a la partida de Cabello en forma de canción. En otras entrevistas, las cantantes comentaron con respeto al nuevo material: "No vemos la hora de que la gente pueda escucharlo, sinceramente. Tenemos nuestra propia música en bucle y eso no había pasado antes. Nunca habíamos reproducido nuestra música tanto. Ya no hay más secretos"

## Anuncio y lanzamiento
El 24 de julio de 2017 se transmitió por televisión el episodio del programa de Jimmy Fallon donde el grupo cantó el primer sencillo del disco junto a Gucci Mane. Segundos antes de que empezaran a cantar, Fallon presentó al grupo con estas palabras: "Presentando Down, primer sencillo de su tercer álbum de estudio que será homónimo y saldrá al próximo 25 de agosto, aquí están Fifth Harmony". En la mañana del 25 de julio, exactamente un mes antes del lanzamiento del disco, en las redes sociales del grupo, se anunció el álbum diciendo simplemente: "Fifth Harmony. 8/25".

## Escritura y composición
| "Lo más emocionante de entrar en este álbum es que conocemos la historia que queremos contar, extraemos de nuestras experiencias personales, hemos estado en el estudio y hemos tenido mucho control creativo. , Hemos sido capaces de co-escribir más de la mitad de nuestro álbum Fue un proceso increíble para tener esa libertad creativa Es genial poner nuestras voces y nuestras palabras en este álbum ".—-Ally Brooke sobre su experiencia de composición Fifth Harmony |

Las sesiones de grabación para el álbum comenzaron en enero de 2017. Durante el proceso creativo los miembros tuvieron más participación coescribir la mayoría de las canciones, elegir cuáles producir y compartir ideas durante la producción.  El grupo colaboró con varios productores de registro y compositores, incluyendo a The Stereotypes, Skrillex, Poo Bear, The Monsters and the Strangerz, Ester Dean, Ammo and DallasK, Dreamlab, Harmony Samuels, Tommy Brown. Según Lauren Jauregui, esos colaboradores crearon "espacios seguros", donde podrían probar ideas sin "temor al juicio".  En una entrevista con Official Charts Company , Dinah Jane también comentó acerca de trabajar con los productores, afirmando que sabían lo que el grupo iba a respetar sus ideas y decisiones. "Todos estamos en un ambiente en el que podemos creativamente abrirnos unos a otros y no tener miedo, no hay fronteras, y eso viene a través de la música. 
Durante el proceso, el grupo trabajó en parejas: cada pareja permaneció en una habitación con un productor y compositor específico; en la sala pudieron escuchar el proceso de las canciones y luego formar una idea para las letras. En cuanto al proceso de escritura con el grupo, la productora Leah Haywood, del equipo de producción Dreamlab, dijo a Billboard : "No es que entraron al final y comenzaron a riffing.Nos sentamos y escribimos versos juntos, porque están capacitados mujeres que quieren ser empujando la agenda ". El grupo dio a entender por primera vez en el álbum de estudio con Skrillex y Poo Bear en marzo de 2017,  Según Skrillex estaban "hambrientos y emocionados y parecía que tenían un nuevo punto serio para demostrar". El álbum fue grabado en siete semanas en Windmark Recording Studios.

## Sencillos y promoción
El 2 de junio de 2017, «Down» junto a Gucci Mane fue liberado como el primer sencillo de Fifth Harmony. Este fue interpretado junto al rapero en Good Morning America el mismo día del estreno de la canción. También la cantaron en el IHeart Radio Summer Pool Party donde también cantaron algunos de sus mayores éxitos esta vez en solitario. Las chicas de Fifth Harmony fueron la portada de la edición de julio de la revista estadounidense Billboard Magazine donde hablaron abiertamente sobre el disco. Junto a Gucci Mane también interpretaron Down en el Tonight Show con Jimmy Fallon, episodio que se emitió el 24 de julio de 2017.
El segundo sencillo del álbum tiene por nombre «He Like That» y fue lanzado al mercado musical el 25 de agosto de 2017 junto a su video musical. También el grupo lanzó al mercado el remix de la canción junto al rapero French Montana el 19 de octubre de 2017. El video musical de He Like That fue lanzado en la cuenta de Vevo y Youtube del grupo el 25 de agosto de 2017.
El tercer sencillo del álbum tiene por nombre «Por favor» a dueto con el rapero Pitbull. La versión espanglish fue incluida dentro de la edición de Spotify del álbum y se convirtió en el tercer sencillo oficial del mismo.
El cuarto y último sencillo del álbum tiene por nombre «Don't Say You Love Me» y fue lanzado al mercado musical el 18 de mayo de 2018 como una despedida del grupo a sus fanáticos. El video musical de la canción fue publicado de manera simultánea en el canal oficial de Youtube del grupo el mismo día. 

### Sencillos promocionales
El primer sencillo promocional del álbum llamado «Angel» fue lanzado al mercado musical el 10 de agosto de 2017. El segundo sencillo del álbum, «He Like That» fue lanzado el 25 de agosto horas después del lanzamiento de su tercer álbum de estudio, justo dos semanas después de publicar el vídeo de Angel,
El segundo sencillo promocional del álbum el cual tiene por nombre «Deliver» fue lanzado el 8 de septiembre de 2017 junto con su video musical.

### Tour
El 9 de agosto de 2017, el grupo anunció que saldría de gira por todo el mundo para promocionar el nuevo material en una gira llamada PSA Tour entre 2017 y 2018. La gira dará su pistoletazo de salida el 29 de septiembre de 2017 en el Movistar Arena de Santiago de Chile. Seguidamente recorrerá Oceanía entre octubre y noviembre de 2017 y Norteamérica, Asia y Europa a principios de 2018

## Recepción de la crítica
Fifth Harmony ha recibido críticas generalmente positivas de los críticos musicales. Marc Snetiker de Entertainment Weekly comenta que el álbum parece a un "lado B" de su anterior álbum 7/27, pero entrega solo "una débil réplica de su temblor". Según él, el álbum se siente "cortado de la misma tela que su predecesor, pero no lo usa también, confiando aún más en sobreproducciones y líricas sobre los amantes y los clubes, insinuaciones predecibles insolentes y averías de la casa a medida para orejas jóvenes y listas de reproducción ". Brittany Spanks de Rolling Stone dio al álbum tres estrellas y cuarto sobre cinco asegurando que es el álbum "más cohesivo del grupo todavía" y lo consideró como una "introducción satisfactoria de lo que Fifth Harmony puede ser capaz de en su nueva era como cuarteto". Matt Collar, de AllMusic, describió el álbum como" sofisticado "y opinó que su" producción indistinta "encuentra al grupo completando la transformación" de un joven traje pop en una entidad madura y adulta contemporánea de R&B." En la reseña para el sitio web de The Guardian, Michael Cragg escribió que el álbum simultáneamente se siente como "una declaración de la intención y un swansong precipitado a tiempo". Además, elogió la divergencia de los sonidos del álbum y opinó que también hay algunos momentos reales de "¿esto va a hacer?", Que se extienden por el álbum, concluyendo diciendo que es "en general, una bolsa mixta".
Jon Caramanica expresó una opinión positiva sobre el álbum, comentando que Fifth Harmony es "potente y rebosante de placeres azucarados", lleno de "producción pop de grado militar y cantar con láser". Mike Neid de Idolator lo nombró como su versión más "ecléctica" y comentó que el álbum es una "declaración" para el grupo. En una reseña mixta, Katherine St. Asaph, de Spin, la sintió como "un álbum pop de tipo obrero, vocalmente inmaculado y sonoro al corriente, pero rara vez más que funcional", agregando que el grupo "se centró en pistas pop funcionales que no permite las mujeres una personalidad además de "vagamente, anónimamente atrevida".

## Rendimiento comercial
Fifth Harmony debutó en el número cuatro de la lista estadounidense Billboard 200, con 46.000 unidades equivalentes a un álbum según Nielsen SoundScan. Alcanzó el mismo número de ventas que 7/27, convirtiéndose en el cuarto álbum consecutivo de Fifth Harmony entre los diez primeros y el tercero entre los cinco primeros, igualando el número de álbumes entre los diez primeros de los grupos femeninos Destiny's Child y Dixie Chicks. Sólo están por detrás de The Supremes, que lograron ocho álbumes entre los diez primeros. En términos de ventas, el álbum fue la segunda entrada más alta en la lista en la semana de su debut, con sólo 32.000 copias puras vendidas. El álbum pasó cuatro semanas en el Billboard 200 comenzando en el número 4 y descendiendo al 34, 100 y 162 en cada semana siguiente.
En Corea del Sur, Fifth Harmony debutó en el número 97 de la Gaon Album Chart y en el número 10 de la lista internacional de copias en soporte físico. En Japón, el álbum debutó en el número 70 de la lista Billboard Japan's Hot Albums y alcanzó el número 51 en su cuarta semana. El álbum también debutó en el número 33 de la lista Billboard Japan Top Albums con unas ventas físicas estimadas de 1.677 unidades. El álbum debutó en el número 22 de la Oricon Daily Albums Chart el 12 de septiembre de 2017, y alcanzó el número 19 un día después.

## Lista de canciones
| Fifth Harmony |                         | |          |  |
| N.º           | Título                  | Escritor(es) | Duración |  |
| 1.            | «Down»                  | Joshua Coleman • Radric Davis • Dallas Koehlke • Jude Demorest | 2:44     |  |
| 2.            | «He Like That»          | Coleman · Koehlke · Ester Dean · Frank "Nitty" Brim · Dexter Ansley · Gerald Baillergeau ·. Ondreius Burgie · Stanley Burrell · George Clinton · Garry Shider · David Spradley                                                                                        | 3:37     |  |
| 3.            | «Sauced Up»             | Harmony Samuels · Edgar "JV" Etienne · Varren Wade · Candace Shields · Ryan Toby · Ally Brooke Hernandez · Lauren Jauregui | 3:18     |  |
| 4.            | «Make You Mad»          | Daniel James · Leah Haywood · Rob Ellmore · Ally Brooke Hernandez · Robin Weisse · Normani Kordei | 2:55     |  |
| 5.            | «Deliver»               | Jonathan Yip · Jeremy Reeves · Ray Romulus · Ray McCullough · Taylor Parks Whitney · Phillips | 3:27     |  |
| 6.            | «Lonely Night»          | Jason Evigan · Dayo Olatunji · Dinah Jane · Normani Kordei · Jordan Johnson · Stefan Johnson · Marcus Lomax | 3:25     |  |
| 7.            | «Don't Say You Love Me» | Nate Cyphert · Ian Kirkpatrick · Henrik Barman · Michaelsen Edvard · Forre Erfjord · Lisa Scinta | 3:13     |  |
| 8.            | «Angel»                 | Sonny Moore · Jason Boyd | 3:09     |  |
| 9.            | «Messy»                 | James Haywood · Ellmore · Ally Brooke Hernandez · Normani Kordei · Thomas Allen · Harold Brown · Orville Burrell · Morris Dickerson · Ricardo Ducent · Gerry Goldstein · Leroy Jordan · Lee Levitin · Charles Miller · Shaun Pizzonia · Howard Scott · Brian Thompson | 3:14     |  |
| 10.           | «Bridges»               | Thomas Brown · Anthony M. · Jones Sebastian Kole · Ally Brooke Hernandez · Lauren Jauregui | 4:03     |  |
| 34:33         |                         | |          |  |

| Fifth Harmony – Edición de Spotify |                           |              |          |  |
| N.º                                | Título                    | Escritor(es) | Duración |  |
| 11.                                | «Por favor» (con Pitbull) |              | 3:18     |  |
| 36:21                              |                           |              |          |  |

| Fifth Harmony – Edición Japón |                               |                                                                |          |  |
| N.º                           | Título                        | Escritor(es)                                                   | Duración |  |
| 12.                           | «Down» (Versión instrumental) | Joshua Coleman • Radric Davis • Dallas Koehlke • Jude Demorest | 2:43     |  |

## Posicionamiento en las listas

### Semanales
| América           |                                |    |
| Argentina         | CAPIF Albums Chart             | 9  |
| Canadá            | Canadian Albums                | 7  |
| México            | AMPROFON Top 100               | 3  |
| Estados Unidos    | Billboard 200                  | 4  |
| Estados Unidos    | Digital Albums                 | 2  |
| Asia              |                                |    |
| Japón             | Oricon Albums Chart            | 30 |
| Japón             | Oricon Albums Occidental Chart | 17 |
| Japón             | Billboard Japón Albums Chart   | 51 |
| Europa            |                                |    |
| Alemania          | German Albums Top 100          | 56 |
| Austria           | Austrian Albums Chart          | 41 |
| Bélgica (Flandes) | Ultratop Albums Chart          | 13 |
| Bélgica (Valonia) | Ultratop Albums Chart          | 31 |
| Dinamarca         | Danish Top 40 Albums           | 11 |
| Escocia           | Scottish Albums Chart          | 9  |
| España            | Top 100 Álbumes                | 1  |
| Finlandia         | Finnish Albums Chart           | 40 |
| Francia           | French Albums Charts           | 54 |
| Irlanda           | Irish Albums Chart             | 6  |
| Italia            | FIMI Albums Chart              | 16 |
| Noruega           | Norwegian Albums Chart         | 19 |
| Países Bajos      | Holland Top 100                | 11 |
| Polonia           | Polish Albums Chart            | 30 |
| Portugal          | Portuguese Albums Chart        | 2  |
| Reino Unido       | UK Albums Chart                | 10 |
| República Checa   | Czech Albums Chart             | 55 |
| Suecia            | Swedish Top 60 Albums          | 21 |
| Suiza             | Swiss Albums Chart             | 28 |
| Oceanía           |                                |    |
| Australia         | ARIA Albums Chart              | 9  |
| Nueva Zelanda     | Top 40 Albums Chart            | 7  |

### Anuales
| País   | Lista            | Mejor posición |
| ------ | ---------------- | -------------- |
| México | AMPROFON Top 100 | 99             |

## Certificaciones
| País      | Organismo certificador | Certificación | Ventas | Ref.   |
| --------- | ---------------------- | ------------- | ------ | ------ |
| Brasil    | Pro-Música Brasil      | Oro           | 40 000 | [ 64 ] |
| Indonesia | IFPI - Indonesia       | Platino       | 10 000 | [ 65 ] |

## Fechas de lanzamiento
| País   | Fecha                     | Formato  | Sello | Ref. |
| ------ | ------------------------- | -------- | ----- | ---- |
| Varios | 25 de agosto de 2017      | Estándar | Sony  |      |
| Japón  | 13 de septiembre de 2017s | Deluxe   | EMI   |      |